# Cyclopropylmethanol
Cyclopropylmethanol of cyclopropaanmethanol is een organische verbinding met als brutoformule C4H8O. De stof komt voor als een lichtgele, heldere vloeistof, die mengbaar is met water.

## Synthese
Cyclopropylmethanol kan bereid worden door de reductie van cyclopropaancarbonzuur met lithiumaluminiumhydride.
Een andere methode is de hydrogenering van cyclopropaancarbaldehyde met als katalysator raneynikkel of –kobalt.

## Toepassingen
De stof wordt gebruikt bij de organische synthese van farmaceutische stoffen en pesticiden. Het wordt bijvoorbeeld gebruikt bij de bereiding van firocoxib.
Cyclopropylmethanol kan gehalogeneerd worden tot het overeenkomstig halogenide (chloride of bromide), door het in reactie te brengen met een waterige oplossing van een waterstofhalogenide of een fosfortrihalogenide. Het halogenide kan dan verder omgezet worden naar cyclopropylacetonitril door substitutie van het halogeen met bijvoorbeeld natriumcyanide.